# Qui a tué Amir ?
Pour plus de détails, voir Fiche technique et Distribution.
Qui a tué Amir ? (چه کسی امیر را کشت ؟, Che kasi Amir ra kosht?) est un film iranien réalisé par Mehdi Karampour en 2006.

## Synopsis
Tous les proches et parents d’un dénommé, Amir, s’interrogent sur la mort mystérieuse de ce dernier, alors que dans la scène finale, nous apprenons que ce n’est pas Amir, mais son chauffeur qui a été tué dans un accident de la route. Nous assistons à des monologues de chacun des membres de sa famille, ses amis et collègues qui essaient à leur tour de faire un portrait du défunt, de leur lien, et la raison de leur brouille avec ce dernier sans trop pouvoir repousser leur sentiment de culpabilité, et le chagrin de cette perte. 

## Fiche technique
- Titre : Qui a tué Amir ?
- Titre original : چه کسی امیر را کشت ؟ (Che kasi Amir ra kosht?)
- Réalisation : Mehdi Karampour
- Scénario : Mehdi Kia et Khosrow Naghibi, sur une idée originale de Mehdi Karampour
- Musique : Fardin Khalatbari
- Photographie : Mehrdad Fakhimi
- Montage : Nazanin Mofakham
- Production : Morteza Razzagh Karimi
- Société de production : Dega Film
- Pays :  Iran
- Genre : Comédie policière
- Durée : 92 minutes
- Dates de sortie : 
  - Iran : 25 octobre 2006

## Distribution
- Niki Karimi : Ziba Zibadoost
- Khosro Shakibai : Akbar
- Elnaz Shakerdoost : Assal
- Amin Hayayee : Hamid
- Atila Pesyani : l'ami de Hamid
- Mohammad Reza Sharifinia : Dr. Kambiz Motlagh
- Mahnaz Afshar : Marjan
- Ali Mossafa : Amir